# Albert-Heim-Stiftung
Die Albert-Heim-Stiftung der Schweizerischen Kynologischen Gesellschaft (SKG) ist eine Stiftung im Sinne von Art. 80 ff. des Zivilgesetzbuchs mit Sitz am Naturhistorischen Museum in Bern. Ihr Zweck umfasst die Förderung und den Ausbau der von Theophil Studer hinterlassenen kynologischen Sammlung, die Unterstützung der wissenschaftlichen Forschung auf dem Gebiet der Kynologie sowie die Verbreitung der durch diese Forschungen gewonnenen Erkenntnisse. Die Stiftung ist nach dem Schweizer Kynologen Albert Heim benannt.

## Geschichte
Die Stiftung wurde am 14. April 1929 an der Delegiertenversammlung der SKG in Bern gegründet und zu Ehren von Albert Heim benannt, der kurz vor der Gründung der Stiftung seinen 80. Geburtstag gefeiert hatte und sich zwischen 1926 und 1928 ausserdem erfolgreich für die Einigkeit der SKG eingesetzt hatte.

## Kynologische Sammlung
Die Stiftung verwaltet und erweitert die von Studer begonnene kynologische Sammlung am Naturhistorischen Museum. Studer begann 1868 mit der Sammlung, als bei der ersten Juragewässerkorrektion eine grosse Zahl gut erhaltener Überreste von Wild- und Haustierknochen aus der Jungsteinzeit zum Vorschein kamen, und erweiterte diese kontinuierlich bis zu seinem Tod im Jahr 1922. Nach Studers Tod wurde die Sammlung von dessen Nachfolger am Naturhistorischen Museum, Franz Baumann, weiter betreut und erweitert. Baumann erkannte den grossen potentiellen Wert einer solchen Sammlung für die Forschung und wandte sich für die Unterstützung ihres weiteren Ausbaus an die SKG, die zu diesem Zweck die Stiftung gründete.
Heute umfasst die Sammlung Knochen, Schädel und Felle von Hunden von der Jungsteinzeit bis zur Gegenwart. Mit einem Bestand von über 2'500 Hundeschädeln ist die Sammlung in dieser Hinsicht die grösste der Welt. Daneben verfügt die Stiftung auch über eine umfassende kynologische Bibliothek.